# Weiler (Fischen im Allgäu)
Weiler (mundartlich: Wilar) ist ein Gemeindeteil der Gemeinde Fischen im Allgäu im bayerisch-schwäbischen Landkreis Oberallgäu.

## Geographie
Das Dorf liegt circa 1,5 Kilometer nördlich des Hauptorts Fischen. Östlich von Weiler verlaufen die Bundesstraße 19, die Bahnstrecke Immenstadt–Oberstdorf und die Iller. Im Süden fließt die Weiler Ach.

## Ortsname
Der Ortsname stammt vom mittelhochdeutschen Wort wīler, das Weiler, einzelnes Gehöft, kleines Dorf bedeutet.

## Geschichte
Weiler wurde erstmals urkundlich im Jahr 1239 erwähnt als das Kloster Irsee einen Besitz in Wiler hatte. In den folgenden Jahrhunderten hatten außerdem das Kloster Isny, das Kloster Schaffhausen und die Grafschaft Rothenfels Besitzungen im Ort. Im Jahr 1892 wurde die Kapelle in Weiler erbaut.

## Baudenkmäler
Siehe: Liste der Baudenkmäler in Weiler